# Williamina Fleming
Williamina Fleming ili Williamina Paton Stevens Fleming (Dundee, Škotska, 15. svibnja 1857. – Boston, 21. svibnja 1911.), škotsko-američka astronomkinja. Na zvjezdarnici Harvard klasificirala desetak tisuća zvijezdanih spektara za Katalog Henryja Drapera (eng. Henry Draper Catalogue, 1918. – 1924.), pridonijela razvoju sustava označavanja zvijezda. Otkrila 10 novih, 310 promjenljivih zvijezda te 59 maglica, na primjer tamnu maglicu Konjska glava. Najznačajnija djela su joj: Fotografsko istraživanje promjenljivih zvijezda (eng. A Photographic Study of Variable Stars, 1907.), Spektri i fotografske magnitude zvijezda u standardnim područjima (eng. Spectra and Photographic Magnitudes of Stars in Standard Regions, 1911.) i posmrtno Svojstveni spektri zvijezda (eng. Stars Having Peculiar Spectra, 1912.). Po njoj (i po A. Flemingu) nazvan je krater na Mjesecu (Fleming (krater)).

## RR-liride
RR-lirida (prema RR Lire, prvoj otkrivenoj zvijezdi te vrste; eng. RR Lyrae variable, koju je otkrila W. Fleming 1901.) je kratkoperiodično pulsirajuće promjenljive zvijezde (period promjene sjaja 0,05 do 1,2 dana). Masa im je približno pola Sunčeve mase, a oko 50 puta su sjajnije. Građene su od tvari siromašne metalima (pripadaju zvjezdanoj populaciji II). Uglavnom se nalaze u kuglastim zvjezdanim skupovima i u području galaktičkoga haloa. Neovisno o periodu promjene sjaja, podjednako su sjajne, svima je apsolutna magnituda između 0,6 i 0,7 pa se koriste za određivanje udaljenosti kuglastih zvjezdanih skupova. Smatra se da ih u Mliječnom putu ima oko 85 000. Starije su i manje sjajne nego cefeide. 

### Promjenljive zvijezde
Promjenljiva zvijezda, promjenljiva ili promjenljivica je zvijezda čija se promjena sjaja može uočiti tijekom, u astronomskim razmjerima, kratkog vremenskog intervala (sati, dani, godine), a nije uzrokovana pojavama u atmosferi Zemlje. Većina zvijezda sjaji skoro posve stalnim sjajem, samo 1% od svih zvijezda su promjenljive zvijezde. Naše Sunce je dobar primjer zvijezde koja svijetli gotovo posve stalnim sjajem (sjaj se mijenja svega 0,01% tijekom 11-godišnjeg Sunčevog ciklusa).

## Konjska glava
Konjska glava (Barnard 33) je tamna maglica lako prepoznatljiva oblika smještena u zviježđu Orion, južno od zvijezde Alnitak, udaljena od Zemlje oko 1 500 svjetlosnih godina. Otkrila ju je W. Fleming 1888. Dio je većega Orionova kompleksa molekularnih oblaka. Sadrži hladne guste plinove (do danas je otkriveno oko 100 vrsta) i prašinu građenu od velikih i složenih organskih molekula. Zauzima prostor promjera približno 16 svjetlosnih godina, a ukupna masa joj je oko 300 puta veća od Sunčeve. Iza tamne maglice nalazi se užareni vodik ružičastocrvene boje. Svijetle točke u maglici su zvijezde u nastajanju.

## Poveznice
|  | Zajednički poslužitelj ima još gradiva o temi Williamina Fleming |